# Philadelphia Union
El Philadelphia Union és un club de futbol professional de Filadèlfia, situat al suburbi de Chester, Pennsilvània, Estats Units. Equip de la Major League Soccer (MLS) des del 2010, a la Conferència Est, i té la seu al nou estadi específic de futbol PPL Park de 18.500 espectadors. L'equip juga amb samarreta i pantalons de color blau marí amb una franja daurada a casa, i a fora juga amb samarreta i pantalons de color daurat amb una franja blava.

## Història
El nom del club es refereix a la Unió de les Tretze Colònies, de Filadèlfia, que fou la primera capital. Els colors del club són el blau marí i el daurat, que representen els colors originaris dels uniformes de l'Exèrcit Continental durant la Revolució Americana.
L'escut del Philadelphia Union és circular, que simbolitza la unitat. Les seves tretze estrelles daurades representen les tretze colònies originals, mentre que el contorn de l'escut es deriva de l'escut d'armes de Filadèlfia. La serp que figura a l'escut va ser un símbol nacional durant la Revolució Americana, que representa el perill de la desunió. El lema oficial del club és: "jungite aut perite", "unir-se o morir" en llatí. Una tonalitat més clara de blau, com el de la bandera de la ciutat de Filadèlfia, accentua els colors primaris blau marí i daurat.

## Palmarès
- MLS Cup: 0
- MLS Supporters' Shield: 1 (2020)